# مشية باركنسونية

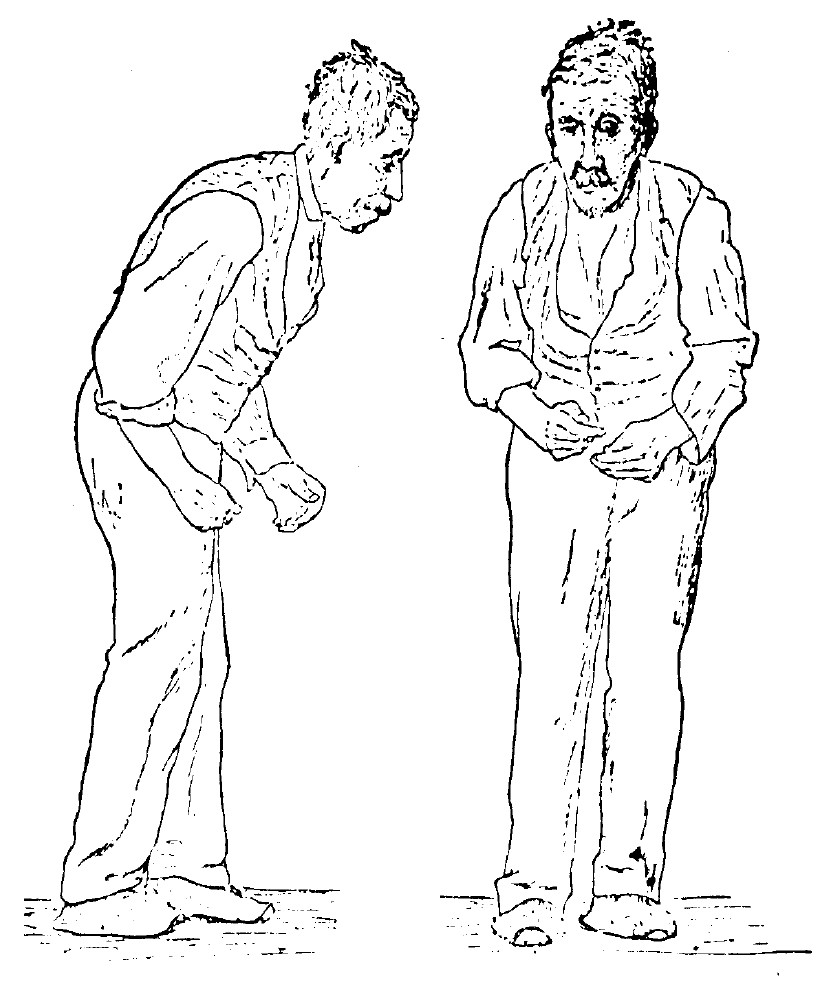
وضعية نموذجية لشخص ذي مشية باركنسونية.

المِشْيَة البَارْكِنْسونِيَّة (أو مِشْيَة الخَطْو) هي مشية تظهر عند مرضى باركنسون. كثيرًا ما يصف هذه المشية المصابون بمرض باركنسون بشعور بأنهم عالقون في أماكنهم عند الشروع بالخطو أو الدوران، ويمكن أن تزيد من خطر السقوط.
يحدث هذا الاضطراب نتيجةً لنقص الدوبامين في دارة العقد القاعدية، متسببًا في نقص حركي. المشي أحد أكثر الخصائص الحركية تضررًا من هذا الاضطراب، ولو تعددت علامات وأعراض مرض باركنسون.